# Bligny (Marna)
Bligny – miejscowość i gmina we Francji, w regionie Grand Est, w departamencie Marna.
Według danych na rok 1999 gminę zamieszkiwało 89 osób, a gęstość zaludnienia wynosiła 34 osób/km².